# Římskokatolická farnost Křižanovice u Bučovic
Římskokatolická farnost Křižanovice u Bučovic je územní společenství římských katolíků s farním kostelem Nanebevzetí Panny Marie v obci Křižanovice ve slavkovském děkanství.

## Historie farnosti
Nejstarší zmínky o samostatné křižanovické farnosti jsou z roku 1260 a z roku 1267, kdy zde byl farář Jan. Na přelomu 16. a 17. století farnost pravděpodobně zanikla. Po roce 1620 byly Křižanovice začleněny jako přifařená obec pod faru do Slavkova. Obnovení samostatné farnosti nastalo až v roce 1690.
V historii křižanovické farnosti byly ale i doby, kdy celá farnost byla spravována kněžími z okolí a to buď krátce do příchodu nového faráře (z Bučovic, z Dražovic) či i dlouhodobě, tj. v letech cca 1626–1639 a 1650–1690 ze Slavkova, v letech 1992–1998 z Bučovic, v letech 1998–2013 z Letonic, od roku 2013 z Dražovic. Naopak někdy zase křižanovický farář krátkodobě zastupoval nebo delší čas spravoval okolní farnosti (Letonice). Území farnosti původně zahrnovalo obce Křižanovice, Rašovice, Konůvky, Jalový dvůr, Kepkov, Nížkovice a Kobeřice. Poslední dvě jmenované obce byly v roce 1690 přifařeny ke znovuzřízené farnosti v Křižanovicích. V roce 1692 byla v Nížkovicích zřízena expozitura, v roce 1784 lokálie, která byla pak v roce 1859 povýšena na samostatnou farnost, pod kterou spadaly i Kobeřice. Dnes k území farnosti patří jen obce Křižanovice a Rašovice. 

## Duchovní správci
Administrátorem excurrendo byl od ledna 1998 do srpna 2013 R. D. Mgr. Martin Bejček z Letonic. Od 1. září 2013 zde působil jako administrátor excurrendo R. D. Mgr. František Nechvátal z Dražovic. S platností od srpna 2018 byl ve farnosti ustanoven administrátorem excurrendo R. D. Mgr. Stanislav Pacner ze Slavkova u Brna.
Od září 2021 byl ustanoven administrátorem excurrendo Tomáš Fránek z Bučovic. Od srpna 2025 jej vystřídal ThLic. Damián Jiří Škoda.

## Bohoslužby
| Kostel                          | Místo       | Bohoslužba (den) | Hodina                                                   | Poznámka     |
| ------------------------------- | ----------- | ---------------- | -------------------------------------------------------- | ------------ |
| kostel Nanebevzetí Panny Marie  | Křižanovice | neděle čtvrtek   | 10.00 17.00 (zima)/18.00 (léto) pro děti                 | farní kostel |
| kaple svatého Cyrila a Metoděje | Rašovice    | sobota čtvrtek   | 18.00 /19.00 (letní prázdniny) 17.00 (zima)/18.00 (léto) | kaple        |

## Aktivity ve farnosti
Dnem vzájemných modliteb farností za bohoslovce a bohoslovců za farnosti brněnské diecéze je 14. únor. Adorační den připadá na 24. července.
Ve farnosti se pořádá tříkrálová sbírka. V roce 2015 se při ní vybralo 17 213 korun.V roce 2016 se při sbírce vybralo v Křižanovicích 19 787 korun, v Rašovicích 24 936 korun. 
Farnost se účastní projektu Noc kostelů. V roce 2018 bylo součástí programu mj. komentovaná prohlídka věže, zvonů a věžních hodin, promítání fotografií ze života farnosti a vystoupení scholy. Při mši pravidelně zpívá liturgická schola, jejíž vznik inicioval ředitel kůru a varhaník Lukáš Frydrych (2010–dosud) ze Žarošic. Na velké svátky účinkuje smíšený chrámový sbor pod vedením Marty Kuchtové.